# FFH-Verträglichkeitsprüfung
Als FFH-Verträglichkeitsprüfung (kurz FFH-VP) wird die Prüfung der Auswirkungen von Plänen und Projekten auf Natura-2000-Gebiete, das Schutzgebietsnetz in der Europäischen Union, bezeichnet. Rechtsgrundlage der rechtsverbindlichen Prüfung ist die Fauna-Flora-Habitat-Richtlinie (92/43/EWG) aus dem Jahr 1992. Das deutsche Bundesnaturschutzgesetz regelt die Verträglichkeitsprüfung in § 34.
Das Ziel und der Untersuchungsgegenstand sind, anders als etwa bei der Umweltverträglichkeitsprüfung, auf das Schutzgut biologische Vielfalt beschränkt. Außerdem findet sie im Gegensatz zur deutschen speziellen artenschutzrechtlichen Prüfung nur bei einer Betroffenheit von Natura-2000-Gebieten Anwendung.

## Allgemeine Regelungen
Wenn Pläne oder Projekte die Erhaltungsziele von Natura-2000-Gebieten erheblich beeinträchtigen könnten, ist eine Prüfung der Verträglichkeit des Projektes oder Plans mit diesen Erhaltungszielen erforderlich. Wenn die erheblichen Beeinträchtigungen festgestellt werden, darf die zuständige Behörde keine Genehmigung erteilen. Wenn es zwingende Gründe des öffentlichen Interesses und keine Alternativen gibt, müssen Ausgleichsmaßnahmen sicherstellen, dass die Funktion des Natura-2000-Netzes nicht gefährdet ist. Darüber muss die Europäische Kommission unterrichtet werden. Sind prioritär geschützte Arten oder Lebensräume betroffen, sind Pläne oder Projekte nur zulässig, wenn sie für die Gesundheit der Menschen oder die öffentliche Sicherheit erforderlich sind oder günstige Auswirkungen für die Umwelt haben. Auch andere Gründe können, unter Einbeziehung der Europäischen Kommission, geltend gemacht werden.
Alle Natura-2000-Gebiete sind von der Regelung umfasst. Die Vogelschutzgebiete sind genauso zu betrachten wie die Fauna-Flora-Habitat-Gebiete. Dabei spielt es keine Rolle, ob die Gebiete schon als „besondere Erhaltungsgebiete“ anerkannt vollumfänglich unter Schutz stehen oder sich noch im Status der „vorgeschlagenen Gebiete von gemeinschaftlicher Bedeutung“ befinden. Ob auch Gebiete mit Arten oder Lebensraumtypen der Richtlinie unter die Pflicht zur Prüfung fallen, auch wenn sie entgegen den Vorschriften der Richtlinie nicht an die Europäische Kommission gemeldet wurden, ist Gegenstand von laufenden Gerichtsverfahren, die überregional bekannt wurden.

## Regelungen in den Staaten
Als Richtlinie müssen die Bestimmungen dieser durch nationales Recht umgesetzt werden. Dabei können die Bestimmungen in den einzelnen Staaten abweichen.

### Deutschland
Das Anwendungsgebiet der FFH-Verträglichkeitsprüfung umfasst im Bereich der Pläne primär die Pläne der Raumordnung und Bauleitplanung sowie Fachplanungen etwa zur Wasserwirtschaft oder Luftreinhaltung. Projekte fallen meist dann unter die Verträglichkeitsprüfung, wenn sie auch die Pflicht zur Umweltverträglichkeitsprüfung oder Vorprüfung dieser haben oder Eingriffe in die Landschaft nach §14 Bundesnaturschutzgesetz darstellen. Eine Liste genauer verbindlicher Kriterien gibt es jedoch nicht.
Verantwortlich für die Durchführung ist der Vorhabenträger, der die Unterlagen veröffentlicht und an die Unterlagen für die genehmigenden Behörde für das Plan- oder Projekthauptverfahren anhängt. 
Vor der eigentlichen Prüfung werden in einer Vorprüfung die möglichen erheblichen Auswirkungen untersucht. Können sie hier ausgeschlossen werden, ist keine weitere Untersuchung notwendig und das Projekt oder der Plan zulässig.
Bei der eigentlichen Untersuchung werden anhand von vorhandenen Daten zur Umwelt im betroffenen Gebiet, den Planungen für das Projekt oder den Plan und neuer Erhebungen am Standort die möglichen Auswirkungen auf die Erhaltungsziele des Gebiets untersucht. Dabei können Daten aus anderen Untersuchungen, etwa für die spezielle Artenschutzrechtliche Prüfung, wiederverwendet werden oder die Daten der FFH-Verträglichkeitsprüfung in eine Umweltverträglichkeitsprüfung einfließen.
Zeigt die Untersuchung, dass von keinen erheblichen Auswirkungen auf die Erhaltungsziele des Natura-2000-Gebiets ausgegangen werden kann, ist das Projekt oder der Plan zulässig.
Ist von erheblichen Auswirkungen auf die Erhaltungsziele auszugehen, kann eine Ausnahme beantragt werden. Hierzu muss dargelegt werden, dass es keine zumutbaren Alternativen gibt und es ein überwiegendes öffentliches Interesse an der Durchführung gibt. Dabei sind insbesondere die Gesundheit des Menschen, die öffentliche Sicherheit und allgemein positive Auswirkungen auf die Umwelt ausschlaggebend. Bei anderen Gründen ist eine Stellungnahme der Europäischen Kommission einzuholen. Sind prioritär geschützte Arten betroffen, kann ein Projekt nur noch bei zwingenden Gründen des öffentlichen Interesses zulässig sein. Werden die Ausnahmekriterien nicht erfüllt, ist ein Projekt oder Plan unzulässig und darf nicht genehmigt werden. Gibt es eine Ausnahmegenehmigung, sind Maßnahmen zur Sicherung des allgemeinen Zustands des Natura-2000-Netztes zu treffen.
Durch ihre unmittelbaren Rechtsfolgen ist die FFH-Verträglichkeitsprüfung eines der schärfsten Umweltprüfinstrumente, da etwa die Ergebnisse einer Umweltverträglichkeitsprüfung nur berücksichtigt werden müssen, ohne unmittelbare Auswirkungen auf die Zulässigkeit eines Vorhabens zu haben.